# Фащевская икона Божией Матери
Фащевская икона Божией Матери — икона Богородицы, известная с первой половины XVII века и считавшаяся чудотворной католиками с востока современной Беларуси. Образ находился в главном алтаре костёла Посещения Пресвятой Девой Марией Святой Елизаветы в деревне Фащевка современного Шкловского района Могилёвской области. Приблизительно до середины XVII века Фащевка имела название Черница, поэтому икона была известна как Черницкая. Относится к иконографическому типу Одигитрия. Есть сведения, что икона почиталась также православными верующими. Оригинал утрачен, предположительно, в 1937 году.

## История
5 ноября 1611 года король Речи Посполитой Сигизмунд III Ваза для основания иезуитского коллегиума и школ в Орше даровал участок в городе и 200 волок земли с подданными в Могилёвской экономии. В следующем, 1612 году, представители короля и виленского епископа вместе с администрацией Могилёвской экономии выделили и передали во владение оршанским иезуитам деревни Черница (сейчас Фащевка), Княжичка (сейчас Княжицы), Кривель, Чемоданы (сейчас Старые Чемоданы) и Челна (сейчас Саськовка).
Первое известное упоминание в литературе о присутствии католиков в Чернице связано с почитанием иконы Божией Матери, считавшейся чудотворной. Известный в своё время писатель, полемист и историк о. Альберт (Войцех) Виюк-Коялович SJ (1609—1677) собрал в 1650 году в одной из своих работ по истории христианства в Великом княжестве Литовском сведения о ряде чудотворных икон, среди которых автор называет икону Богородицы из Черницы — деревни Оршанского коллегиума иезуитов:

Благодать, которую Божественное Величие изливает на тех, кто прибегает к защите Пресвятой Девы перед её образом, находящимся в часовне этой деревни, сделала это место знаменитым: так что сюда стекаются в большом количестве не только правоверные (католики), но и схизматики (православные) из близлежащих мест и испытывают особые сверхъестественные благодати.
Оригинальный текст (лат.)
Czernicae imago B. Virginis Mariae. Czernica, pagus est Collegii Orszensis Soc. IESU. Gratiae, quas ad B. Virginis opem, coram eius imagine in Sacello illus pagi fita, confugientibus, diuina Maiestas largitur, locum celebrem fecerunt: ita, ut non Orthodoxi tantum, sed et schismatici e propinquis locis magno numero concurrant et singularia ultra naturae vires experiantur beneficia

В «Марийном атласе» баварского иезуита о. Вильгельма Гумппенберга SJ (нем. Wilhelm Gumppenberg, 1609—1675), напечатанном в 1672 году, также есть сведения о чудотворной иконе Богородицы, находившейся принадлежавшей Оршанскому коллегиуму иезуитов деревне, хотя название деревни не приводится:

К основанию Оршанского коллегиума Общества Иисуса, в год Христов 1612, слуга нашего костёла написал эту икону Богородицы для главного алтаря храма. Но когда в последующие годы в алтаре были установлены более ценные иконы, эта икона в соседнюю деревню, в имение, принадлежащее коллегиуму, была перенесена. Она стала чудотворной в 1630 году, когда благородный мальчик, который имел искалеченные ноги от самой утробы матери, призвав возле этой иконы Деву, окреп и встал на ноги. Наиболее увеличились эти благодати с 1638 года и стечение сюда даже схизматиков (православных) сделало место знаменитым. Так мне сообщил отец Альберт Коялович, ректор Виленского коллегиума Общества Иисуса, который добавил, что чудеса настолько велики и многочисленны, что он сам, если из-за войны будет возможно, скоро и ход всей этой истории, и сами чудеса, уже проверенные, а не по слухам, объявит. Этих сведений, однако, я не получил.
Оригинальный текст (лат.)
Ad initium Collegii Societatis IESU Orsensis, sub annum Christi 1612. aedituus templi noster hanc Deiparae Imaginem pinxit pro ara templi majore. Cum vero sequentibus annis majoris pretii picturae aris nsererentur, Image haec ad pagum vicinum, in ipsius Collegii praedium delata est. Miraculosa esse caepit anno 1630. quo nobilis puer, membris omnibus ab ipso utero materno captus, ad hanc Imaginem invocata Virgine convaluit, et inpedens erectus est. Crevere hi favores maxime ab anno 1638. et ipsorum schismaticorum concursu celebrior factus est locus. Ita ad me R.P. Albertus Koialobiz rector Colleg. Vilnensis Societatis IESU, qui addit, miracula jam tot et tanta esse, ut ipse, si per bella possit, quamprimum et totius historiae decursum et ipsa miracula, jam approbata, nec vulgaria, editurus sit: quae tamen ad me hactenus non non pervenerunt.

Хотя это издание увидело свет в 1672 году, но сведения о. Гумппенберг начал собирать гораздо раньше. В 1652 году он просил всех европейских провинциалов ордена иезуитов, чтобы в каждой провинции был назначен человек, который подготовит и отправит ему материалы о чудотворных иконах. Просьбы о доставке информации были также направлены всем ректорам иезуитских коллегиумов в Европы. Как следует из самой цитаты, информатором о. Гумппенберга в этом случае был о. Альберт (Войцех) Виюк-Коялович SJ (1609—1677). Исследователь истории фащевского костела А. В. Красовский обращает внимание на то, что о. Виюк-Коялович в приведённом отрывке назван ректором Виленского коллегиума иезутов, а эту должность он занимал в 1653—1655 годах, а также на то обстоятельство, что в тексте говорится о связанных с войной препятствиях, в то время как в июне 1654 года как раз началась война Российского Царства с Речью Посполитой (1654—1667). На этом основании исследователь относит переписку между о. Виюком-Каяловичем и о. Гумппенбергом, как и опубликованные в результате этой переписки сведения, примерно к периоду между 1654 и 1655 годами. Также А. В. Красовский отмечает, что поскольку о. Виюк-Коялович в собственной книге похожей тематики, вышедшей из печати всего на несколько лет раньше начала переписки с о. Гумппенбергом, не упоминает другие чудотворные иконы в собственности Оршанского коллегиума иезуитов, кроме образа Богродицы из Черницы, то и в тексте о. Гумппенберга речь идёт об этой же иконе.
В 1768 году была напечатана работа по истории Литовской провинции иезуитов, где автор о. Станислав Ростовский SJ (1711—1784) со ссылкой на рукописную «Историю Оршанского коллегиума» (лат. Historia Collegii Orsensis) рассказывает о мистическом эпизоде в 1643 году, связанном с иконой Богородицы в Чернице:

В Оршанском повете Белой Руси в июле этого года [1643] был каменный град. На пространстве в двадцать миль с неба сошла такая ужасная буря, что повсюду посносило крыши и пастухов на пастбищах со стадами побило. Большое опустошение произошло в городах, лесах и деревнях. Когда гроза отступила, то там, где тучи разошлись и засияло яркое солнце, увидели странную и полную ужаса вещь: в отдельных снежных затвердевших на морозе комках, размером с лимон, находились острые камни, во многих — костяные изваяния каких-то голов, как будто небесами сотворённые. Когда об этом узнали, большинство людей охватил ужас, таким жутким был этот камнепад. Каждый боялся за себя: обращался в святыни за средствами спасения. Кроме того, произошло еще одно чудо: деревня Оршанского коллегиума Черница — место, известное из-за иконы Благословленной Девы Марии и благодатей — несмотря на гибель, царившую вокруг, осталось совсем нетронутым, когда там молился народ. Рассказывают, что камни, которые были в [снежных] комках, побив некоторых, принесли им смерть. Говорят, несколько камней долго хранились в архиве нашего Оршанского дома (коллегиума). Вслед за каменным градом начались болезни, но умерли всего несколько католиков, хотя в городе погибали иудеи и схизматики (православные).
Оригинальный текст (лат.)
In Orsanensi Albae Russiae Provincia mense huius anni quinctili grandine lapidavit. Tanta quaquaversus in agros ad milliaria duodenda tam foeda coelo tempestas deiecta, ut tecta passim disiecerit, pastores in agris et armenta percusserit. Magna campis, sylvis, oppidis strages edita. Tempestate commutata, ubi disserenavit, grandoque vapore solis intabuit, visa est res mira, et plena formidinis: in singulis ex nive concretis duratisque rigore pilis, malo nonnullis citreo maioribus, acuti erant silices: in multis ossea quaedam capitum simulacra, quasi si coelo essent sculpta, sic efficta, ex quibus ostentis maiorum populo attonito periculorum portendebatur metus, quam formidolosa fuisset ipsa lapidatio. Metuere hinc sibi quisque: ad templa et remedia salutis confugere. Praeter alia hoc quoque fuit miraculo: praediolum Orsensis Collegii Czernica, locum imagine Beatae Virginis Matris et beneficiis celebre, ipsum eius mali, circum vastantis omnia, fuisse immune; supplicante ibi tunc populo. Lapides qui in istis malograntis pro nucleis erant, mortis pariter compuncti dicuntur fuisse notis: ex horum acervis diu asservatas aliquot esse pilas aiunt in tabulario Orsensis nostri domicilii. Grandinem lapideam consequuta mox pestilentia; sed in oppido, ipsis Judaeis mortifera et Schismaticis, paucos absumpsit Catholicos.

Сам автор в сноске к этому фрагменту отметил, что о каменном граде написал кто-то несведущий (лат. profanus).
В изданном в 1702 году атласе немецкого географа-иезуита Генриха Шерера SJ (нем. Heinrich Scherer, 1628-1704), один из томов которого автор полностью посвятил чудотворным иконам и статуям Божией Матери, Фащевка отмечена среди тех мест Великого княжества Литовского, где находились чудодейственные изображения Девы Марии. На этой же странице в сокращенном варианте Шерер перепечатал сведения о чудотворной иконе Оршанского коллегиума иезуитов из «Марийного атласа» о. Гумппенберга 1672 года. А. В. Красовский считает, что автор просто не знал, что оршанским иезуитам принадлежала только одна чудодейственная икона Богородицы, а за Черницей к тому времени уже закрепилось другое название — Фащевка.
В XVIII веке икона по-прежнему находилась в фащевском костёле и считалась чудотворной, о чем свидетельствуют упоминания в архивных источниках. Так в 1713 году Регина Кулаковская — вдова настоятеля церкви св. Николая в местечке Дубровно Оршанского повета, протопопа Кондрата Поликарповича — в своём завещании приказывала детям сделать жертву во славу Девы Марии Фащевской:

Гарантирую тем же завещанием моим, что с тех владений моих Кулаковщины и Ковалевщины на костёл фарный 250 злотых, по решению ещё покойного отца благодетеля моего, должны дети мои выплатить, чтобы лампа на протяжении всей жизни человеческой, не угасая, [горела] перед иконой Пресвятой Девы Матери Божьей Фащевской, чудесами известной, за что Величие Сына Своего за души наши просить будет.

## Описание
Описания или изображения Богородицы Фащевской ранее XIX века на текущий момент неизвестны.

Самое давнее и наиболее подробное из описаний образа было найдено в протоколе генеральной визитации фащевского костёла от 6 сентября 1805 года:
Первый — главный [алтарь], в котором [находится] прославленный чудесами образ Пресвятой Девы с частично позолоченной серебряной ризой, с двумя коронами и щедро позолоченным жезлом, с рамами и несколькими сложными серебряными частями на них. Около образа с обеих сторон в медных, покрытых серебром ризах — два херувима, которые держат рамы образа. Над алтарем, в той же самой что и образ нише, [находится] чудесно украшенная большая корона в щедро позолоченном покрове, который спускается, словно шатёр, с обеих сторон. Выше — большой образ Святой Троицы, над которым монограмма имени Марии резной работы в позолоченных лучах, которая завершает сверху алтарь
В передаточном инвентаре фащевского костёла от 15 июня 1828 года образ Девы Марии также называется чудотворным, но его описание не отличается от предыдущего — новые сведения только о ризе на иконе:
Риза Пресвятой Девы в меньшей части серебряная, четвертой пробы, а в большей части медная. Снять эту ризу, чтобы взвесить её или отделить медь, невозможно
Здесь имеется в виду лотовая проба, а это значит, что материал ризы имел только ¼ часть серебра. Изменения в размещении образа в костёле и его украшении на протяжении XIX века не зафиксированы. В инвентаре костёла от 13 мая 1903 года описание отличается от предыдущих только деталями:
Между колоннами в нише над алтарём – чудотворный образ Пресвятой Богородицы с двумя коронами и двумя фигурками ангелов. Образ Богородицы покрыт ризой, которая в большей части [из] красной меди посеребренная, а в меньшей серебряная. На образе повешен золотой крест без пробы, украшенный драгоценными камнями. Упомянутый образ заслоняется другим образом, изображением Пресвятой Девы Марии. Над образом Матери Божьей — образ Сердца Иисуса, а вверху — образ Св. Троицы, истлевший от пожара
В передаточном инвентаре от 10 июля 1899 года еще не отмечалось, что почитаемый образ заслонялся другой иконой Девы Марии. А. В. Красовский предполагает, что конструкция, которая позволяла прятать образ, была сделана между 1899 и 1903 годами, когда администратором костёла был о. Павел Карпович (1900–1902) или о. Томаш Чайковский (1902–1903).
Единственное известное изображение Богородицы Фащевской сохранилось благодаря фотоснимку начала XX века. В 1990-х годах в фащевском приходе был найден небольшой листок размером 8х12,5 см, на одной стороне которого — фотографическое изображение Девы Марии Фащевской (оригинальная подпись пол. Obraz Najświętszej Panny Maryi Faszczowskiej), а на обратной — анонимный польскоязычный гимн «Песня о Пресвятой Деве Марии Фащевской» (пол. Pieśń o Najświętszej Pannie Marji Faszczowskiej). Год на листке не обозначен, но идентичное изображение опубликовал в 1911 году в монографии о чудотворных марийных образах иезуит о. Алоизий Фридрих SJ (пол. Alojzy Fridrich, 1850–1927), что дает основания датировать снимок началом XX века. Автор отмечал, что часть сведений он получил от фащевского настоятеля о. Антония Мацулевича, который возглавлял приход в 1909—1911 годах, а также от частных лиц.
А. В. Красовский высказывает мнение, что такие листки с Богородицей Фащевской могли печататься для прихожан или паломников, и один экземпляр о. Мацулевич прислал о. Фридриху. Сам о. Фридрих не имел возможности посетить Фащевку, так как в то время иезуитам было запрещено законом приезжать в Российскую империю.
В той же публикации о. Фридрих приводит описание образа:

Как раньше, так и теперь славный милостями образ Марии находится в главном алтаре. Пресвятая Матерь, показанная более чем в половину роста, держит на левой руке Божественное свое Дитя, а в правой — жезл. Образ украшен серебряным одеянием и такими же коронами. Кроме того, над образом находится большая серебряная корона. На шее Пресвятой Девы находится богато украшенный серебряный крест с частицами Святой Земли.
Оригинальный текст (пол.)
Jak dawniej tak i teraz łaskawi wsławiony obraz Maryi mieści się w wielkim ołtarzu. Przedstawia Matkę Najśw. więcej jak w połowie osoby, trzymającą na lewem ręku Boskie swe Dziecię, w prawej berło. Zdobi go srebrna suknia i takież korony; prócz tego nad obrazem umieszczona jest duża srebrna korona. Na szyi Najśw. Panny umieszczony jest bogato zdobny srebrny krzyż ze szczątkami ziemi świętej

Другие фотоснимки или изображения Фащевской Богородицы на сегодняшний день неизвестны, но даже в том виде, в котором показан образ на маленьком листке, никто из наших современников Богородицу Фащевскую не видел, потому что в 1912 году костёл ограбили и среди прочего имущества украли украшения с образа.

## Иконографический тип
Оригинал иконы утрачен в 1937 году и сохранился всего один снимок посредственного качества начала XX века, на котором большая часть иконы спрятана под ризой, что делает невозможным детальный искусствоведческий анализ произведения. Изображение Богородицы на этом снимке относится к иконографическому типу Одигитрия: Дева Мария держит Христа на левой руке, в правой — скипетр, пальцы правой руки Иисуса сложены в благословляющем жесте, а в левой он держит Евангелие.
Белорусская специалистка по иконографии, историк искусства Г. А. Фликоп-Свита отмечает, что представленная на единственном известном фото иконы поколенное изображение Богородицы встречается довольно редко, кроме того на большинстве икон подобной иконографии Христос держит в руках сферу, а не книгу, но всё произведение очень характерно для иконографического типа Одигитрия, никаких неожиданных черт нет, ракурсы персонажей традиционны — мать повёрнута к ребёнку (а он — к ней) в три четверти. Специалистка отмечает, что среди сохранившихся до настоящего времени икон, изображения такой иконографии неизвестны, отыскать другие примеры этого иконографического извода не удалось.
Польский исследователь культа Богородицы о. Константы Мария Жукевич OFM (пол. Konstanty Maria Żukiewicz, 1874—1948) в 1921 году без обоснования своего мнения отнёс фащевскую икону к ряду копий Девы Марии Снежной — главной богородичной иконы Рима, хранящейся в базилике Санта Мария Маджоре. Хотя иконографический извод Богородицы Снежной на протяжении XVII-XVIII веков пользовался на белорусских землях большой популярностью, с которой могла сравниться разве что икона Ченстоховской Божией Матери, однако сходство Девы Марии Фащевской и Девы Марии Снежной проистекает из принадлежности к общему иконографическому типу Одигитрия, а черты, присущие иконографическому изводу Богородицы Снежной, не прослеживаются в фащевской иконе. Белорусский искусствовед, специалист по культовому искусству эпохи барокко А. А. Ярошевич (1940—2016) отмечал, что в XVIII веке художники «низового» уровня барокко смело деформировали византийскую иконографию Богородицы Снежной, но даже в самых видоизменённых списках иконы от прототипа сохранялся характерный жест рук Богородицы, в которых она держит платочек. Этой черты фащевская икона не имеет.
В современной публикации польских историков-иезуитов Людвика Гжебеня (пол. Ludwik Grzebień, 1939—2020) и Анджея Павла Беся (пол. Andrzej Paweł Bieś) фащевская икона называется копией иконы Богородицы Снежной из Дерпта, которая позже, возможно, была перенесена иезуитами в костёл латгальского села Ужвалда. Авторы не дают ссылок на источники информации и никак не объясняют тот факт, что только изображение Девы Марии Фащевской — единственное во всей книге — не соответствует иконографическому изводу Девы Марии Снежной.

## Почитание образа
Подробных сведений о почитании фащевского образа Девы Марии в XIX веке пока не найдено, но отдельные эпизоды свидетельствуют, что в народном представлении образ по-прежнему считался чудотворным.
3 января 1842 года фащевские прихожане написали письмо в Могилёвскую римско-католическую духовную консисторию с просьбой оставить в Фащевке о. Виктора Варпутянского OFM — монаха ордена бернардинцев, который взялся за восстановление запущенного за двадцать лет после изгнания иезуитов костёла и плебании. Письмо написано от имени всех крестьян-домохозяев бывшего иезуитского имения, а за неграмотных подписался волостной писарь Михаил сын Каэтана Давидович. В тексте обращения прихожане выражали надежду, что благодаря усердной работе о. Варпутянского вернутся и чудеса Матери Божьей.
Косвенно о почитании Богородицы Фащевской свидетельствует количество вотивных даров возле образа, которое увеличивалось на протяжении XIX века. В 1805 году возле главного алтаря и в других местах висело 26 серебряных вотивных даров и два серебряных рубля. Количество серебряных вотивных даров разной пробы в 1828 году составляло уже 82 единицы, общий вес которых достигал 2,5 килограмма. В 1911 году серебряных вотивных даров разной формы, величины и пробы насчитывалось 109.
Согласно собранным о. Фридрихом сведениям, в начале XX века в костёле было 131 вотивный предмет, и эти дары размещались в двух деревянных шкафчиках возле главного алтаря. На фигурке 1807 года, которая была сделана в форме больного человека, лежащего на кровати, была надпись по-польски пол. P. Jelern. Вотивное подношение 1819 года имело надпись по-русски: «За здоровье слуги Петра». Серебряная табличка, пожертвованная, как предполагает о. Фридрих, несколькими людьми, имела стихотворную гравировку на латыни с обращением к Богородице. Автор передаёт содержание надписи в переводе на польский язык:

Здесь помещаются дары, помещается стон человеческий,
О, Милостивая Дева, имей нас под своей опекой.Оригинальный текст (пол.)
Mieszczą się tu dary, mieści jęk człowieczy:
O! Panno Łaskawa, miej nas w swojej pieczy.

Большая часть фигурок не имела дат и надписей.

## Копии и списки

### Список из церкви св. Николая в деревне Меница
Согласно протоколу визитации униатской церкви св. Николая в деревне Меница Бабыничского деканата (Лепельский уезд Витебской губернии) в 1822 году в главном алтаре этого храма находился образ «Пресвятой Девы Марии Хващевской» (пол. Nayświętszey Maryi Panny Chwaszczowskiey). Никакой информации о материале основы произведения и накладном украшении не приводится. Судьба этого списка неизвестна.

### Список из костёла Вознесения Девы Марии в деревне Пустынь
О другом списке, который относится ко второй половине XIX века, сообщил в 1911 году в своём исследовании о. Фридрих:

Один из священников тридцать лет назад рассказывал, что ему во сне явилась Матерь Божья Фащевская в очень бедной и грязной одежде. Он никогда не видел этого образа и даже не слышал о нём. Проснувшись, он начал расспрашивать о нём и решил отправиться в Фащевку, чтобы понять, что бы этот сон мог означать. Прибыв на место, он узнал в образе Пресвятую Деву, которую видел во сне, и одновременно убедился, что образ требовал обязательной реставрации; поэтому он позаботился, насколько это было возможно, о его обновлении и украшении; а в 1883 году заказал создание копии фащевского образа для приходского костела в Пустыни в Витебской губернии. Оригинальный текст (пол.)Jeden z kapłanów z przed trzydziestu laty opowiadał, że mu się Matka Boska faszczowska we śnie przedstawiła w bardzo biednej i brudnej sukni. Nie widział on nigdy tego obrazu, ani nie słyszał o nim. Ocknąwszy się, począł się dowiadywać o niego i postanowił udać się do Faszczówki, aby zrozumieć, co by ten sen miał znaczyć? Na miejsce przybywszy, poznał w obrazie widzianą we śnie Najśw. Pannę i przekonał się zarazem, że obraz koniecznej restauracyi potrzebował; postarał się tedy według możności o jego odnowienie i ozdobę; a w roku 1883 dał zrobić kopię faszczowskiego obrazu do parafialnego kościoła w Pustyniu w gubernii witebskiej.

А. В. Красовский выяснил, что в 1880 году администратором фащевского костёла был о. Адольф Малаховский, который с 1883 года служил также и в Пустыни. Малаховский родился в 1841 году, происходил из дворян Ковенской губернии, до 1859 года учился в Поневежской гимназии, в 1860 — 1861 годах — в Тельшевской римско-католической диоцезиальной семинарии, в 1861 — 1862 годах — в Могилевско-Минской римско-католической семинарии, а в 1862 — 1866 годах — в римско-католической духовной академии в Санкт-Петербурге. По окончании получил степень магистра богословия. Рукоположен в священнический сан 12 марта 1866 года, в 1866 — 1880 годах работал на разных должностях в римско-католической академии. В 1873 году ездил за границу на четыре месяца для поклонения святым местам в Палестине. Наконец 6 декабря 1879 года «по собственному желанию освобожден от всех должностей, которые занимал в академии, и назначен в Фащевку». Однако уже в марте 1880 года о. Малаховский по причине слабого здоровья просил его уволить. Митрополит эту просьбу выполнил, но дело затянулось, поэтому священник покинул Фащевку только в октябре 1880 года. В декабре 1880 года о. Малаховского назначили в Выборг, а 1 декабря 1883 года — в Пустынь, где он служил до 1 января 1888 года, а после еще несколько лет в соседних приходах.
Косвенно подтверждается информация об украшении образа Богородицы Фащевской. За то время, пока о. Малаховский возглавлял фащевский приход, на образе появился серебряный позолоченный крест с камнями. Более поздние источники отмечают, что этот крест содержал в себе частицы Святой Земли. А. В. Красовский обращает внимание на то, что о. Малаховский как раз за несколько лет до назначения в Фащевку совершил паломничество в Святую Землю и даже написал книгу об этом путешествии, поэтому считает крест пожертвованием о. Малаховского.
Вопрос о реальном существовании этого списка иконы остаётся открытым из-за отсутствия достоверных данных.

## Гимн в честь Богородицы Фащевской
На обратной стороне найденного в фащевском приходе в 1990-х годах листка с фотографическим изображением Богородицы Фащевской был напечатан анонимный польскоязычный гимн «Песня о Пресвятой Деве Марии Фащевской» (пол. Pieśń o Najświętszej Pannie Marji Faszczowskiej). Этот гимн до настоящего времени с некоторыми отклонениями от оригинала исполняется в фащевском приходе.
Pieśń o Najświętszej Pannie Marji Faszczowskiej.
O nadziejo nas strapionych,
Zewsząd nędzą uciśnionych,
Panno w Faszczowskim obrazie,
Ratuj że nas w ciężkim razie!
My Twej łaski doznajemy
Pod Twą pieczą wszak żyjemy;
Tyś łaskawie, miłosierna,
Twoja dobroć wciąż niezmierna.
A gdy grzechy niebacznymi,
Twego Syna gniew wzniecimy,
Wstrzymaj nam rozgniewanego,
Przemień Go w miłosiernego!
Niech powietrze nie grasuje,
Niechaj powódź ustępuje;
Głodu, ognia dekret srogi
Odwróć — i wojenne trwogi.

### Литературные источники
1. ↑  Красовский, 2017, с. 248.
2. ↑  Красовский, 2020, с. 50-51.
3. ↑  Виюк-Коялович, 1650, с. 36.
4. 1 2 3 4  Красовский, 2020, с. 51.
5. ↑  Гумпенберг, 1672, с. 559.
6. ↑  Дельфус, 2014, с. 135.
7. 1 2  Ростовский, 1768, с. 623.
8. 1 2  Шерер, 1702, с. 122.
9. ↑  Красовский, 2020, с. 52.
10. ↑  Красовский, 2020, с. 53-54.
11. 1 2 3 4 5 6  Красовский, 2020, с. 54.
12. 1 2 3 4  Красовский, 2020, с. 55.
13. 1 2  Фридрих, 1911, с. 33.
14. ↑  Томецкий, 2002, с. 13.
15. ↑  Фликоп, 2015, с. 87.
16. ↑  Жукевич, 1921, с. 26-28.
17. ↑  Ярошевич, 2003, с. 16.
18. ↑  Ярошевич, 2003, с. 15, 78-79.
19. ↑  Бесь, 2016, с. 113-117.
20. ↑  Красовский, 2020, с. 56.
21. ↑  Фридрих, 1911, с. 32-33.
22. 1 2  Фридрих, 1911, с. 32.
23. 1 2 3 4  Красовский, 2020, с. 57.
24. ↑  Красовский, 2020, с. 57-58.
25. ↑  Красовский, 2020, с. 54-55.

### Онлайн источники
1. ↑  Kojałowicz Wijuk Wojciech,